# 5678 DuBridge
Az 5678 DuBridge (ideiglenes jelöléssel 1989 TS) a Naprendszer kisbolygóövében található aszteroida. Eleanor F. Helin fedezte fel 1989. október 1-én.
Lee Alvin DuBridge amerikai fizikusról és egyetemi oktatóról nevezték el.